# Celeus spectabilis
El carpintero de cabeza rufa o carpintero cabecirrufo (Celeus spectabilis), es una especie de ave piciforme de la familia de los pájaros carpinteros (Picidae). Su distribución se restringe a los matorrales de bambú de la Amazonía, Brasil, que se especializa en alimentarse de hormigas que viven dentro de tallos huecos de tacuaras (similares al bambú) (Kratter 1997, 1998). La especie es clasificada como un especialista obligado del hábitat de bambú o tacuaral, por lo tanto la vulnerabilidad por destrucción del mismo y por su restringido nicho alimentario la pone en seria situación de vulnerabilidad. La UICN la ha agregado en su lista roja. Se distribuye geográficamente en las selvas amazónicas del sudoeste de Perú y Brasil. 
El nido de esta ave se encontró en 1992 en un árbol seco descompuesto, de 6 dm de diámetro, situado a 2,8 m del suelo, en un área pura de matorrales espinosos de tacuaras bambú (Guadua weberbaueri). La cavidad de entrada tiene 15 cm de diámetro. (Kratter 1997, 1998). El territorio que ocupan esta especie está entre las 40 a 50 ha por pareja, con lo cual tiene una extremada baja densidad de población. Mientras Celeus lugubris y Celeus flavescens nidifican en árboles vivos y nidos de termitas, Celeus spectabilis lo hace sobre árboles muertos de más de 50 cm de diámetro. Nidifica de junio a noviembre. 

## Antecedentes históricos
Antes de 1973, Celeus spectabilis era considerada una especie politípica con dos subespecies descritas:
- Celeus spectabilis spectabilis, Sclater y Salvin, 1880. Se distribuye por Ecuador y Noreste de Perú.
- Celeus spectabilis exsul Bond & Meyer de Schauensee, 1941. Se distribuía por el sudeste de Perú, oeste de Brasil y noete de Bolivia.

En 1973, Lester S. Short describe una nueva subespecie, Celeus spectabilis obrieni a partir de un solo espécimen (informado por Charles O'Brien) a quien le dedica el nombre subespecífico. El tipo era una hembra adulta, recogida el 16 de agosto de 1926 por E. Kaempfer en Iruçui, estado de Piauí, en Brasil, a una elevación 124 m s. n. m., en el río Parnaiba. El cortocircuito se produce en el hábitat en el cual Celeus obrieni fue colectado, un bosque xerófito, y especulando que era probablemente la extensa región de Piauí-Maranhão.
El holotipo (espécimen solitario) de Celeus obrieni es la única base para la inclusión de la especie en el listado de Aves de Brasil, hasta 1995, cuando el A. Whittaker, como parte de una expedición del Museo de Goeldi, localizó y grabó a varios individuos que pertenecían a las características de Celeus spectabilis exsul por su plumaje en varios lugares en la cuenca superior del Río Juruá (Whittaker y Oren 1999). Todas las aves fueron encontrados en cañaverales de bambú, aledaños a los ríos, confirmando un ambiente húmedos secundario (dominado por Cecropia); los hábitat típicos en los cuales la especie se encuentra en Perú y Ecuador (e.g. Winkler y otros 1995, Parker y otros 1996, Ridgely y Greenfield 2001, Winkler y Christie 2002). Whittaker y Oren (1999), comentando respecto a la distinción de Celeus obrieni, concluyeron que la enorme separación entre las poblaciones de Celeus spectabilis, y su hábitat muy diverso, sugirió que Celeus obrieni fuera una especie plena. También sugirieron el nombre en inglés de Caatinga Woodpecker para Celeus obrieni, para destacar su hábitat bastante aracterístico. Winkler y Christie (2002), sabiendo que Celeus obrieni tiene diferencias perceptiblemente en plumaje, y los datos sobre hábitat indican una distinción importante de las otras razas; consideran que es una especie plena, pero ninguna otra información está disponible. Estos autores dicen que tiene que ser asumido que la taxa está extinta o que representa otra especie.

## Medidas deCeleus obrieni
| Subespecies      | Celeus s. obrieni | Celeus s. spectabilis | Celeus s. exsul   |
| Cuerda del ala   | 136 mm            | 147 y 150 mm (n2)     | 138 mm (n9)       |
| Largo de la cola | 95 mm             | 92 y 101 mm (n2)      | 99,1 mm (n9)      |
| Culmen expuesto  | 24,3 mm           | 28,3 mm (n2)          | 28,7-31,2 mm (n9) |
| Tarso            | 21,1 mm           | 23,1-23,4 mm (n2)     | 22,1 mm (n9)      |